# Cot Mupayong
Cot Mupayong är ett berg i Indonesien.   Det ligger i provinsen Aceh, i den västra delen av landet, 1 800 km nordväst om huvudstaden Jakarta. Toppen på Cot Mupayong är 291 meter över havet, eller 169 meter över den omgivande terrängen. Bredden vid basen är 4,4 km.
Terrängen runt Cot Mupayong är kuperad söderut, men norrut är den platt. Terrängen runt Cot Mupayong sluttar norrut.Runt Cot Mupayong är det ganska tätbefolkat, med 90 invånare per kvadratkilometer. I omgivningarna runt Cot Mupayong växer i huvudsak städsegrön lövskog.